# Christina Baas-Kaiser
Christina Wilhelmina „Stien“ Baas-Kaiser (* 20. Mai 1938 in Delft; † 23. Juni 2022 in Baarn) war eine niederländische Eisschnellläuferin.

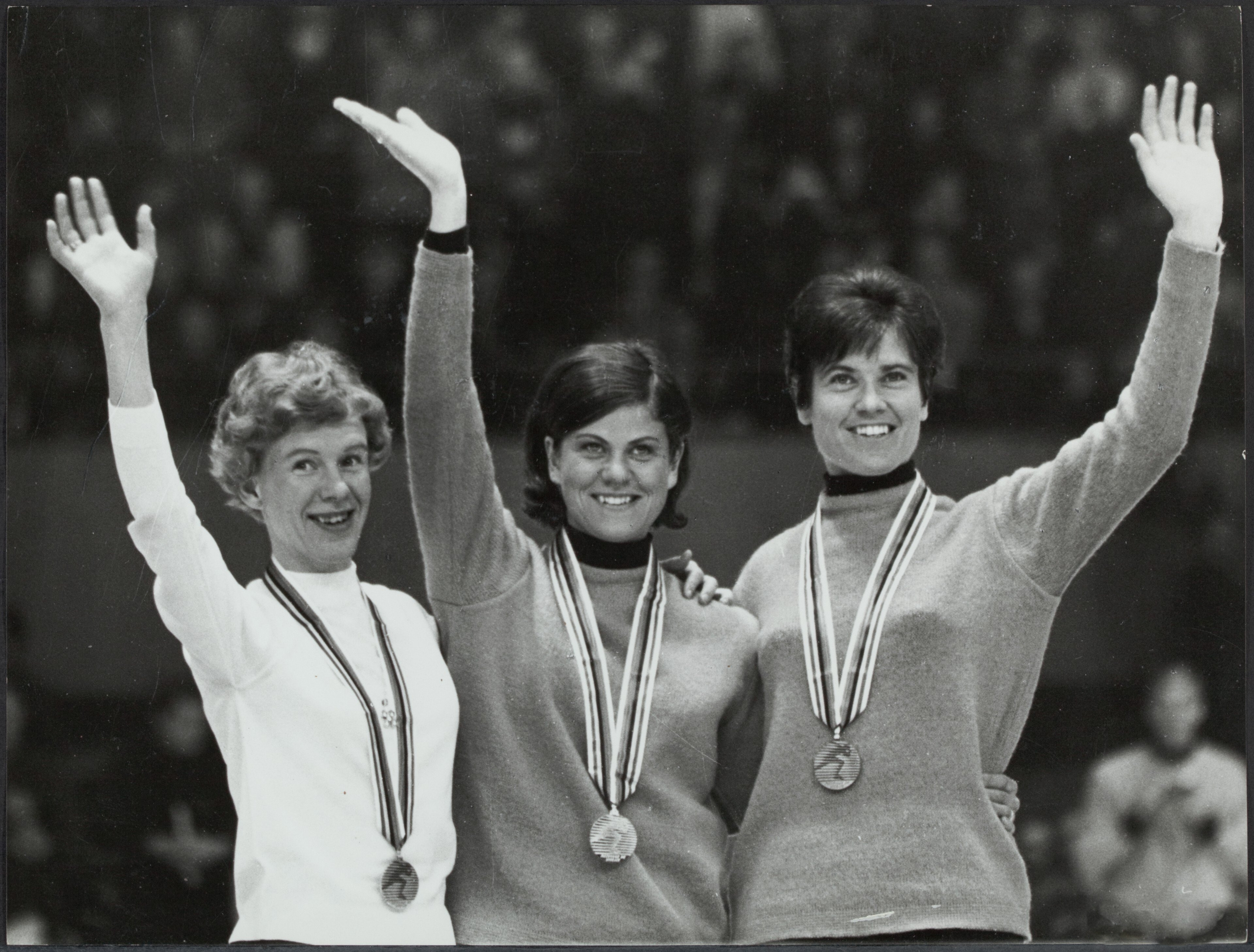
Olympia 1968, von links: Kaija Mustonen, Ans Schut, Stien Kaiser

1967 wurde Stien Kaiser als erste Niederländerin Mehrkampf-Weltmeisterin. Bei den Olympischen Spielen 1968 in Grenoble gewann sie über 1500 Meter und über 3000 Meter jeweils Bronze. In Sapporo 1972 wurde sie Olympiasiegerin über 3000 Meter und gewann Silber über 1500 Meter. Bei der ersten Eisschnelllauf-Mehrkampfeuropameisterschaft 1970 konnte sie zudem die Silbermedaille erringen.
1967 wurde Stien Kaiser zur Sportlerin des Jahres der Niederlande gewählt.